# Luis Fernández Noseret

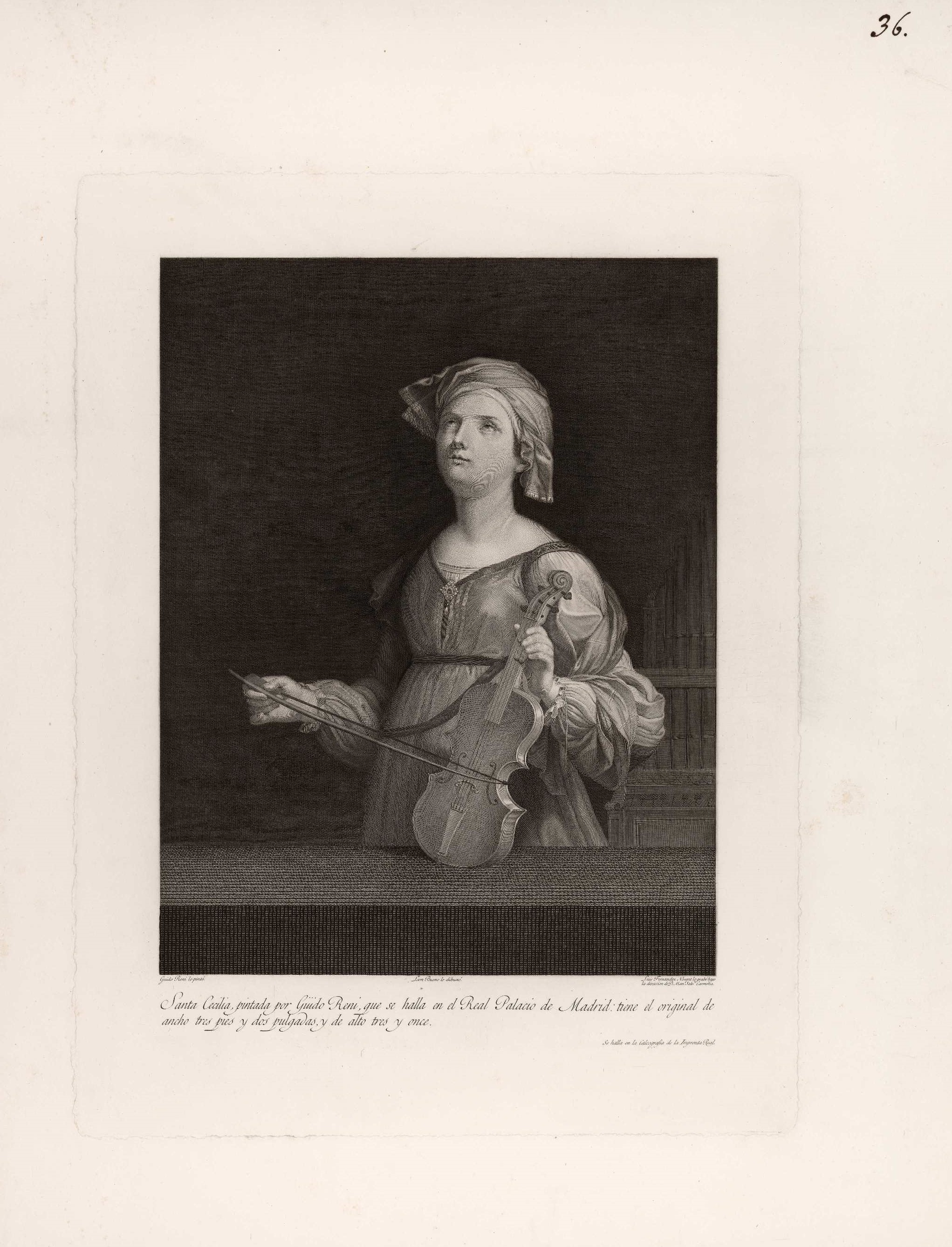
Santa Cecilia, 1793. Aguafuerte y buril de Luis Fernández Noseret bajo la dirección de Manuel Salvador Carmona por pintura de Guido Reni y dibujo de León Bueno, grabado por encargo de la Compañía para el grabado de los cuadros de los Reales Palacios.

Luis Fernández Noseret, activo en Madrid entre 1792 y 1819, fue un grabador calcográfico español, discípulo de Manuel Salvador Carmona en la Real Academia de Bellas Artes de San Fernando.
Son muy pocos los datos biográficos que se conocen de Fernández Noseret más allá de su condición de discípulo de Manuel Salvador Carmona en la academia madrileña por lo indicado en la mención de responsabilidad de algunos de los grabados firmados por él, como el grabado a buril de la Sagrada Familia según pintura de Rafael Sanzio fechado en 1795, con una inscripción que dice «Sacra Familia. / Grabada por Luis Fernández Noseret, bajo la dirección de D.n Manuel Salvador Carmona, teniendo / presente la célebre estampa que grabó Edelinck por el cuadro original de Rafael de Urbino que está en París».
Como varios otros de los más destacados discípulos de Carmona y por su recomendación colaboró con la Compañía para el grabado de los cuadros de los Reales Palacios, para la que reprodujo en 1793 la Santa Cecilia de Guido Reni por dibujo de León Bueno, a partir de la copia anónima entonces existente en el Palacio Real de Madrid, haciéndose constar en la propia lámina que el trabajo lo llevaba a cabo bajo la dirección de Carmona, y participó en la más ambiciosa empresa de la Calcografía Nacional, la colección de Retratos de los españoles ilustres con los retratos de Laín Calvo y Francisco de Mendoza y Bobadilla por dibujos de Manuel Eraso; Juan Sebastián Elcano y Álvaro de Luna por dibujos de José López Enguídanos; Vicente Espinel, el Conde-duque de Olivares, Alfonso Salmerón y Tomás de Villanueva por dibujos de José Maea, así como los retratos de Luis de Requesens, Tomás Vicente Tosca (1792), Juan de Urbina, Diego de Covarrubias y José Carrillo de Albornoz, que fueron concluidos por su maestro.
La creación en el marco de la Guerra del Rosellón del arma Artillería Volante y la adscripción al cuerpo de Reales Guardias de Corps de una brigada de la misma se celebró en Madrid en 1797 con un alarde militar en el que participaron los ocho escuadrones de las guardias con la nueva brigada y otras tropas de infantería y caballería, ejercicios que por orden de Godoy se conmemoraron a cargo de la Calcografía Nacional en seis estampas con las distintas evoluciones del simulacro, de las que correspondió a Luis Fernández Noseret abrir la lámina titulada La Artillería Volante hace fuego situada al frente de los ocho Esquadrones del Cuerpo de Reales Guardias de Corps.

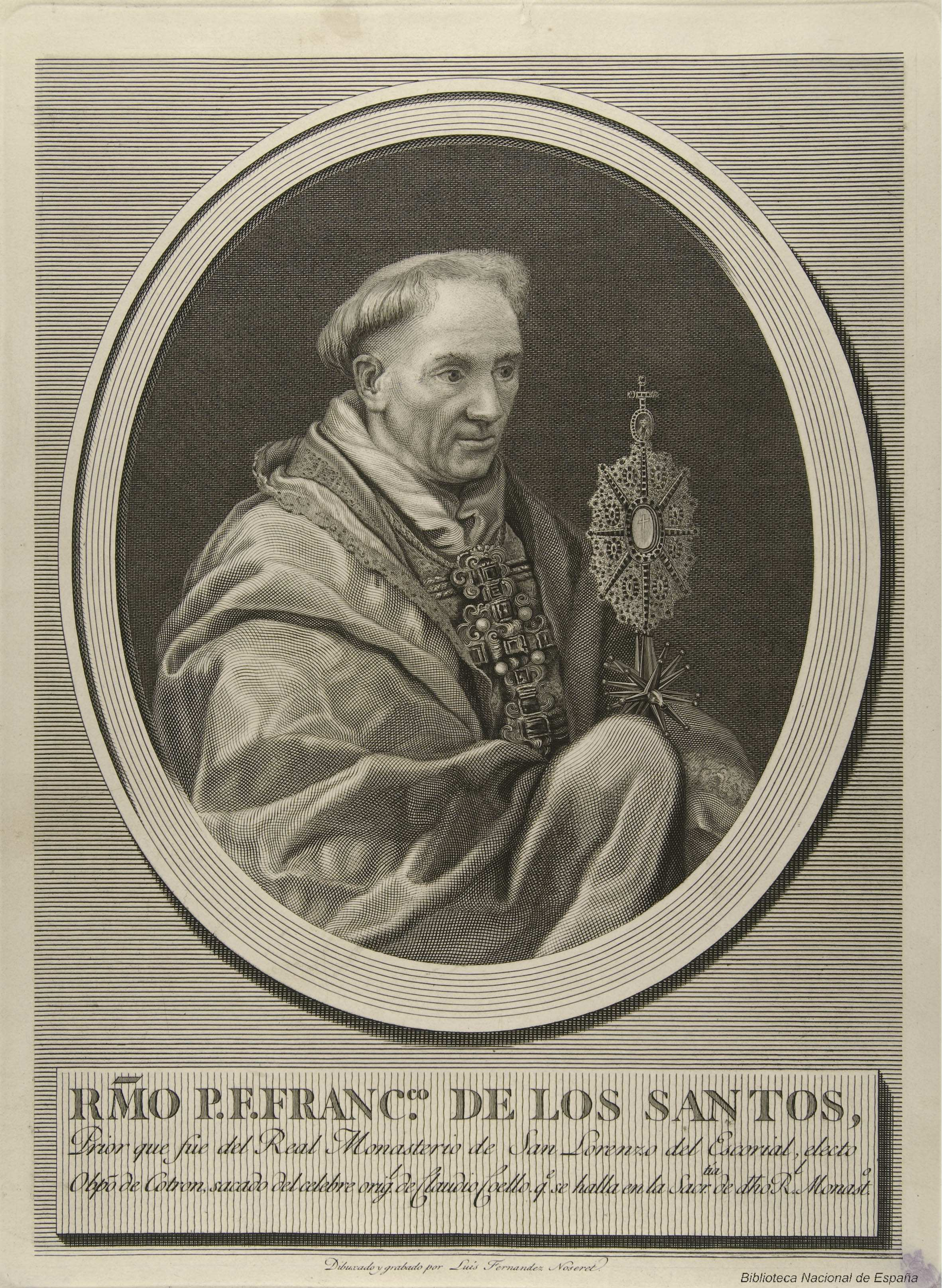
Retrato del padre Francisco de los Santos «prior que fue del Real Monasterio de El Escorial [...] sacado del célebre original de Claudio Coello que está en la sacristía de dicho real monasterio», dibujado y grabado por Luis Fernández Noseret, 1793.

Dentro del género del grabado de reproducción se le conocen también, hechos por dibujo propio, los retratos de Carlos II y del padre Francisco de los Santos sacados del célebre cuadro de la Adoración de la Sagrada Forma de Claudio Coello en la sacristía del Monasterio de El Escorial, editados en 1793, una copia grabada del Patriarca san José de Alonso Cano en la iglesia de San Ginés de Madrid, abierta por dibujo de José Camarón, estampa anunciada en la Gaceta de Madrid del 27 de julio de 1804, y San Fernando Rey de España, por pintura de Murillo (Museo del Prado, en depósito en el Museo de Bellas Artes de Asturias).
En 1795 grabó una Colección de las principales suertes de una corrida de toros imitando las de Antonio Carnicero. El mayor de número de sus obras corresponde, sin embargo, a las estampas de devoción, las de más fácil venta, y a ese género pertenecen prácticamente la totalidad de las estampas recordadas por Manuel Ossorio y Bernard en su Galería biográfica de artistas españoles del siglo XIX. Entre otras, por dibujo de Antonio Guerrero abrió a buril y aguafuerte las imágenes de San Luis Gonzaga, «protector de la juventud estudiosa», San Miguel Arcángel, San Nicolás de Bari, San Isidro, patrón de Madrid y Santa María Egipciaca, esta tal como «se venera en la Yglesia de las Arrepentidas de Madrid» y con promesa de indulgencias a quien rece ante ella; y por dibujo de Vicente Jimeno a San Joaquín, padre de la Virgen. Además, sin mediación de dibujante, los verdaderos retratos de dos tallas de bulto existentes en la iglesia del convento de la Victoria de Madrid, la de san Antonio de Paula en su propio altar y la nueva efigie del patriarca san José según la escultura de José Folch, fechada en 1800.